# 張立群 (台灣主播)
張立群（1977年8月27日—），為台灣體育主播，任職於緯來體育台。

## 簡介
就讀屏東高中時，曾擔任籃球社與棒壘球的社長。
1999年，參加緯來電視網所舉辦的英文外電編譯大賽，以第一名的成績考進緯來，並進入了體育新聞編譯組實習，後受到了蔡明里、廖士堯的提拔而轉至賽事主播組。
2005年，在緯來體育台自製的偶像劇「愛情臥底日記」擔綱男主角。 
2013年，為電玩遊戲NBA2K ONLINE播報配音。

## 經歷
- 蘭雅國小
- 屏東縣鶴聲國中
- 屏東縣立大同高中（國中部）
- 國立屏東高級中學
- 真理大學運動管理系
- 行政院體育委員會研究執行
- 高中體總競賽組職員
- 緯來體育台編譯
- 緯來體育台主播[4]

## 外部連結
- (台灣主播) 張立群在台灣棒球維基館上的頁面（繁體中文）
- 張立群的Facebook專頁
- 張立群的Instagram帳戶